# TMオフィス
株式会社TMオフィス（英: TM office,inc）は、大阪市中央区に本社を置く、PR会社である。
得意分野は「文化PR」「観光PR」「観光ブランド化戦略」「産業復興PR戦略」「美術館・博物館PR」など。
日本パブリック・リレーションズ協会に所属している。
これまでの代表的な仕事には、「今年の漢字」プロデュース、「佐世保バーガー」「さぬきうどん観光」「ひこにゃん」の全国PR戦略などがある。

## 沿革
- 1989年 - PR専門の個人事務所として創業。
- 1992年 - 大阪市に株式会社TMオフィス設立。
- 1993年 - 長崎県佐世保市に根付く米軍基地ゆかりのハンバーガーに注目し、ハウステンボスとの護宇津PR戦略を企画して全国にPR。
　　 　　　　佐世保バーガーブーム、ご当地バーガーブームに火をつける。
- 1995年 - 「今年の漢字」企画プロデュース。漢字ブームに火をつけるとともに、お金をかけないPR戦略の基盤をつくる。
- 1996年 - 東京・日本橋に「東京支社」開設。
- 1997年 - 香川県に根付く食文化「セルフうどん」を食べ歩く観光スタイルを企画して全国に紹介。
　　　　　　さぬきうどんブームに火をつける。
- 2000年 - 資本金を1,500万円に増資。
- 2003年 - 東京支社を丸の内に移転。
- 2005年 - 「プレスリリース自動作成システム」を開発し、ビジネスモデル特許申請（特願 2005-369067）
- 2006年 - 広報サポートサイト「メディアデビュードットコム」オープン
　　　　　　　情報セキュリティ認証 ISMS取得
　　　　　　　「メディアデビュー」商標登録
- 2007年 - ISO27001認証取得
　　　　　　滋賀県観光PRの一環として、彦根城築城400年祭マスコットキャラクター ひこにゃんを独自の手法で全国PR。
　　　　　　ひこにゃんブーム、「ゆるキャラブーム」に火をつける。
- 2008年 - CSR活動「地方の魅力発掘プロジェクト」スタート。
　　　　　　 関西大学社会学部 広報論講師に就任。
- 2009年 - 創業20周年を迎える。
- 2010年 - 大阪市きらめき企業賞受賞。
　　　　　　日本PR協会主催「PRアワードグランプリ ソーシャルコミュニケーション部門最優秀賞」受賞。[2]
　　　　　　創業以来のPR実績2,000件を超える。
- 2011年 - 香川県うどん県。それだけじゃない香川県記者発表会プロデュースにてインターネットを使った独自のPR手法を打ち出し、うどん県ブームに火をつける。
- 2012年 - 「メディアデビュー・ドットコム」を。CSR活動「地方の魅力発掘プロジェクト」専用サイトにリニューアル。
　　　　　　地方と中小企業対象の「PR戦略相談室」オープン。
- 2014年 - 創業25周年を迎える。
- 2015年 - 同志社大学大学院ビジネス研究科「地域ブランド戦略」に代表取締役・殿村美樹が教員に就任する。
- 2016年 - 展覧会ＰＲ新手法開発。
- 2016年 - （公社）日本パブリックリレーションズ協会 理事に、代表取締役・殿村美樹が就任。
- 2019年 - 創業30周年を迎える。職業能力開発促進法に基づく大阪府認定職業能力開発校 一般社団法人地方PR機構を設立する。[3]
- 2023年 - 大阪市女性活躍リーディングカンパニーに認証される。
- 2024年 - 創業35周年を迎える。

## 業務内容
- PR戦略企画プロデュース
- 観光PR事業（プレスツアー）
- 文化振興PR事業（産業復興）
- PRアウトソーシング事業
- PR教育事業
- テレビPR事業
- 展覧会PR事業